# Paardenstaart (geslacht)
Paardenstaart (Equisetum) is het enige overblijvende geslacht binnen de paardenstaartenfamilie (Equisetaceae) en wordt daarom als levend fossiel beschouwd. Het geslacht telt onder andere een aantal onkruiden.
De botanische naam Equisetum is afgeleid uit het Latijn, equus: paard en saeta: borstel, dus (zo ongeveer): paardenstaart.

## Bouw
Paardenstaart heeft een gelede stengel met een centrale holte waaromheen twee ringen bijholten. Er zijn twee typen leden: met en zonder zijtakjes. De zijtakjes zijn eveneens geleed en staan in kransen om de stengel. De zeer talrijke sporen worden gevormd in een aar, bij sommige soorten eindstandig aan de gewone stengel, bij andere soorten op een speciale bladgroenloze, fertiele stengel.
De kegelvormige aar bestaat uit een centrale as met loodrecht daarop zeshoekige tafelvormige sporangioforen, met aan de binnenkant de sporangiën, die de sporen bevatten. Mannelijke en vrouwelijke sporen onderscheiden zich niet in vorm of grootte. De sporen hebben bladgroen en twee elateren of springdraden, die in vochtige toestand om de spore zijn gewikkeld. Bij het opdrogen strekken de elateren zich, duwen de spore uit de aar, en geven haar zweefvermogen. In vochtige lucht draaien de elateren weer strak om de spore en neemt het zweefvermogen af, zodat de sporen van paardenstaart vooral op natte plaatsen landen, waar ze uit kunnen groeien tot bladgroenhoudende voorkiemen (prothallia), die door bevruchting een embryo kunnen vormen dat tot een volledige plant kan uitgroeien. Succesvolle kieming vindt vooral plaats in pioniersmilieus.
Vegetatieve voortplanting (door middel van wortelstokken) stelt veel minder eisen aan de groeiplaats. Ook fragmenten van wortelstokken kunnen weer uitgroeien tot volledige planten. Van sommige soorten overleven de wortelstokfragmenten zelfs een verblijf in zout water.
Paardenstaarten ontlenen hun stevigheid aan kiezelzuur, zodat ze gebonden zijn aan bodems die het element silicium bevatten, zoals zand en kleibodems.
De meeste paardenstaarten zijn lage gewassen. De grootste soort, Equisetum myriochaetum, die in Centraal- en Zuid-Amerika voorkomt, kan tot 7,3 meter hoog worden.

## Onderverdeling
Het geslacht wordt onderverdeeld in twee subgenera (ondergeslachten) die niet zelden ook als aparte geslachten worden beschouwd:
- de zachte paardestaarten van het subgenus Equisetum met weke stengels (weinig kiezelzuuranhydride afzetting) die niet overwinteren. Hiertoe behoren heermoes, lidrus, holpijp, reuzenpaardenstaart, bospaardenstaart, Equisetum pratense, Equisetum diffusum en Equisetum bogotense
- de harde paardestaarten van het subgenus Hippochaete , vaste planten met ruwere stengels (duidelijke kiezelafzetting). Hiertoe behoren schaafstro, bonte paardenstaart, vertakte paardenstaart, Equisetum laevigatum, Equisetum scirpoides, Equisetum giganteum en Equisetum myriochaetum.

Beide subgenera zijn met een loep goed uit elkaar te houden. De harde paardestaarten hebben tussen de ribben de huidmondjes in twee duidelijke, regelmatige, verticale rijen. De zachte paardestaarten hebben tussen de ribben minder duidelijk zichtbare en willekeurig verspreide huidmondjes. Dit is een handig kenmerk om bijvoorbeeld bonte paardestaart en onvertakte lidrus te onderscheiden.
Binnen beide subgenera worden bastaarden tussen bijna alle soorten gevonden; tussen de subgenera komen bastaarden niet voor.

## Determinatie
Beantwoorden van vragen over determinatiekenmerken van het te determineren exemplaar naar een nieuwe vraag tot er uiteindelijk nog maar een mogelijkheid over is. Er zijn ongeveer vijftien soorten paardenstaarten. De Nederlandse soorten uit het geslacht worden door de volgende vragen naar determinatiekenmerken onderscheiden:
- Heeft de soort aparte fertiele bladgroenloze stengels die in het voorjaar een paar weken aanwezig zijn en daarna afsterven, of bevindt de sporenaar zich aan de top van de gewone stengel?
- Bevat de stengel maximaal twaalf of minimaal twintig leden?
- Heeft de hoofdstengel zijtakken?
- Is het eerste lid van de zijtakken korter of langer dan het lid waaraan die zijtakken ontspringen?
- Omvat de holte midden in de stengel meer dan de helft van de stengel?
- Is de stengel samendrukbaar?
- Is de buitenkant ruw of vrij glad?

## Soorten in België en Nederland
- Heermoes (Equisetum arvense)
- Holpijp (Equisetum fluviatile)
- Schaafstro (Equisetum hyemale)
- Lidrus (Equisetum palustre)
- Bospaardenstaart (Equisetum sylvaticum)
- Reuzenpaardenstaart (Equisetum telmateia)
- Vertakte paardenstaart (Equisetum ramosissimum)
- Bonte paardenstaart (Equisetum variegatum)

### Bastaarden in België en Nederland
- Ruwe paardenstaart (Equisetum × trachyodon)
- Bastaardpaardenstaart (Equisetum × litorale)
- Vertakt schaafstro (Equisetum × moorei)

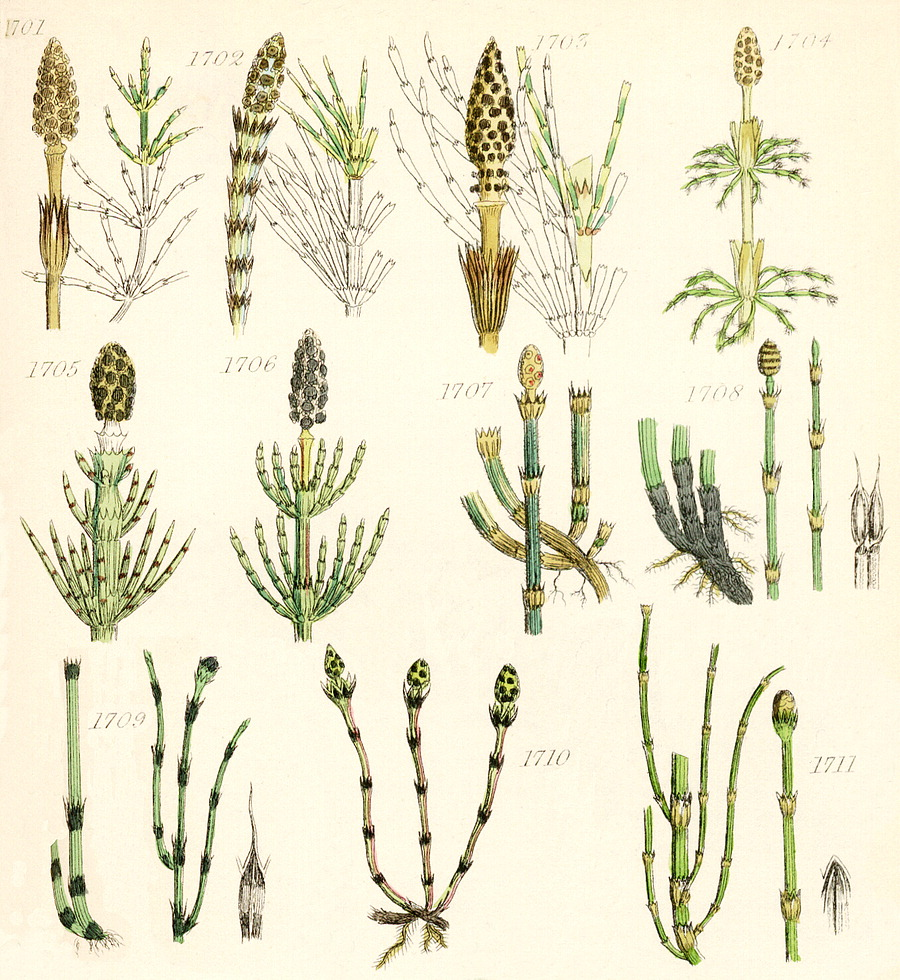
1701, Equisetum arvense L.; 1702, E. pratense Ehrh.; 1703, E. telmateia Ehrh.; 1704, E. sylvaticum L.; 1705, E. fluviatile L.; 1706, E. palustre L.; 1707, E. hyemale L.; 1708, E. x moorei Newman; 1709, E. x trachyodon A.Br.; 1710, E. variegatum Schleich. ex Web. & Mohr; 1711, E.variegatum var. wilsonii
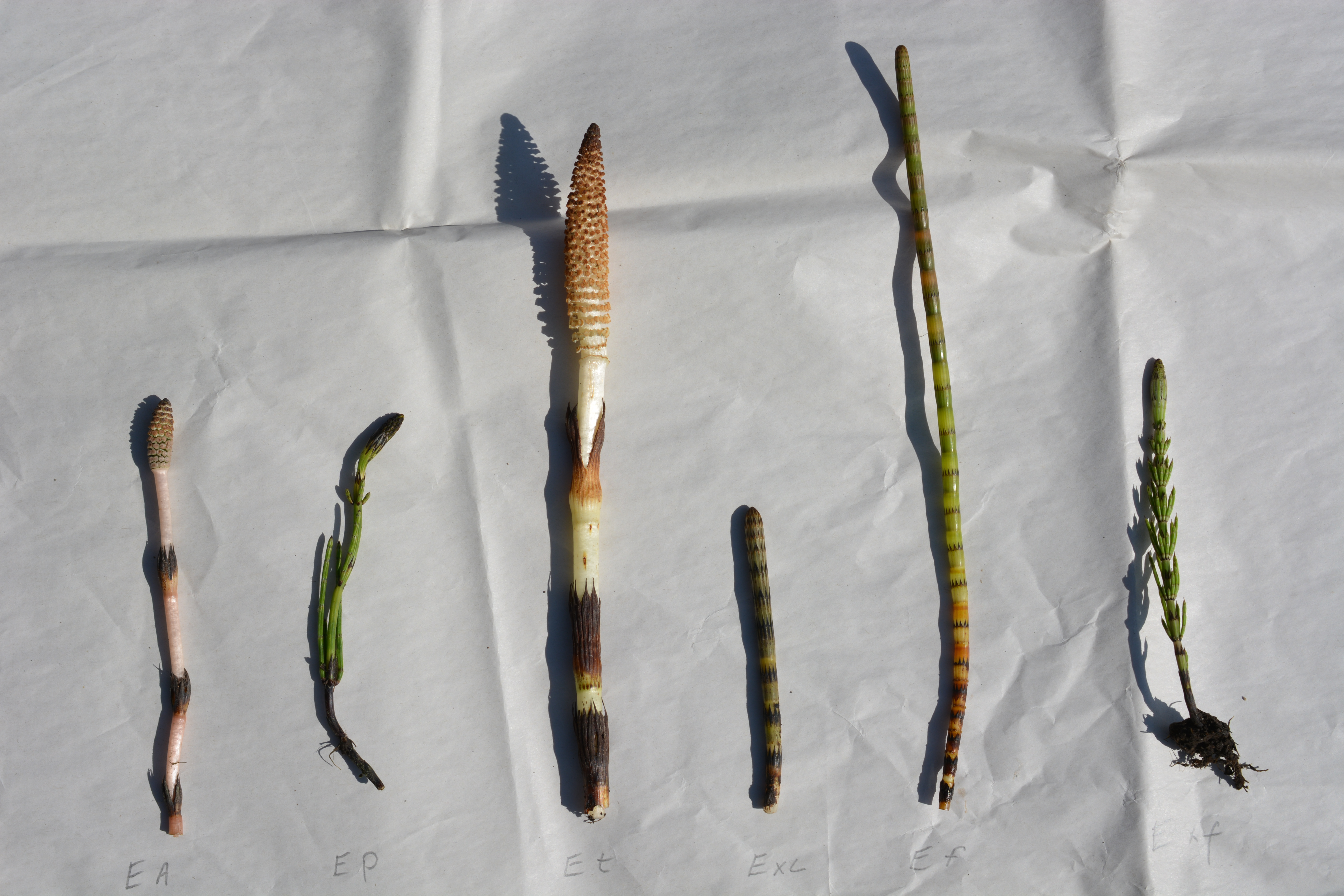
van links naar rechts: Equisetum arvense Equisetum palustre Equisetum telmateia Equisetum × litorale Equisetum fluviatile Equisetum × font-queri
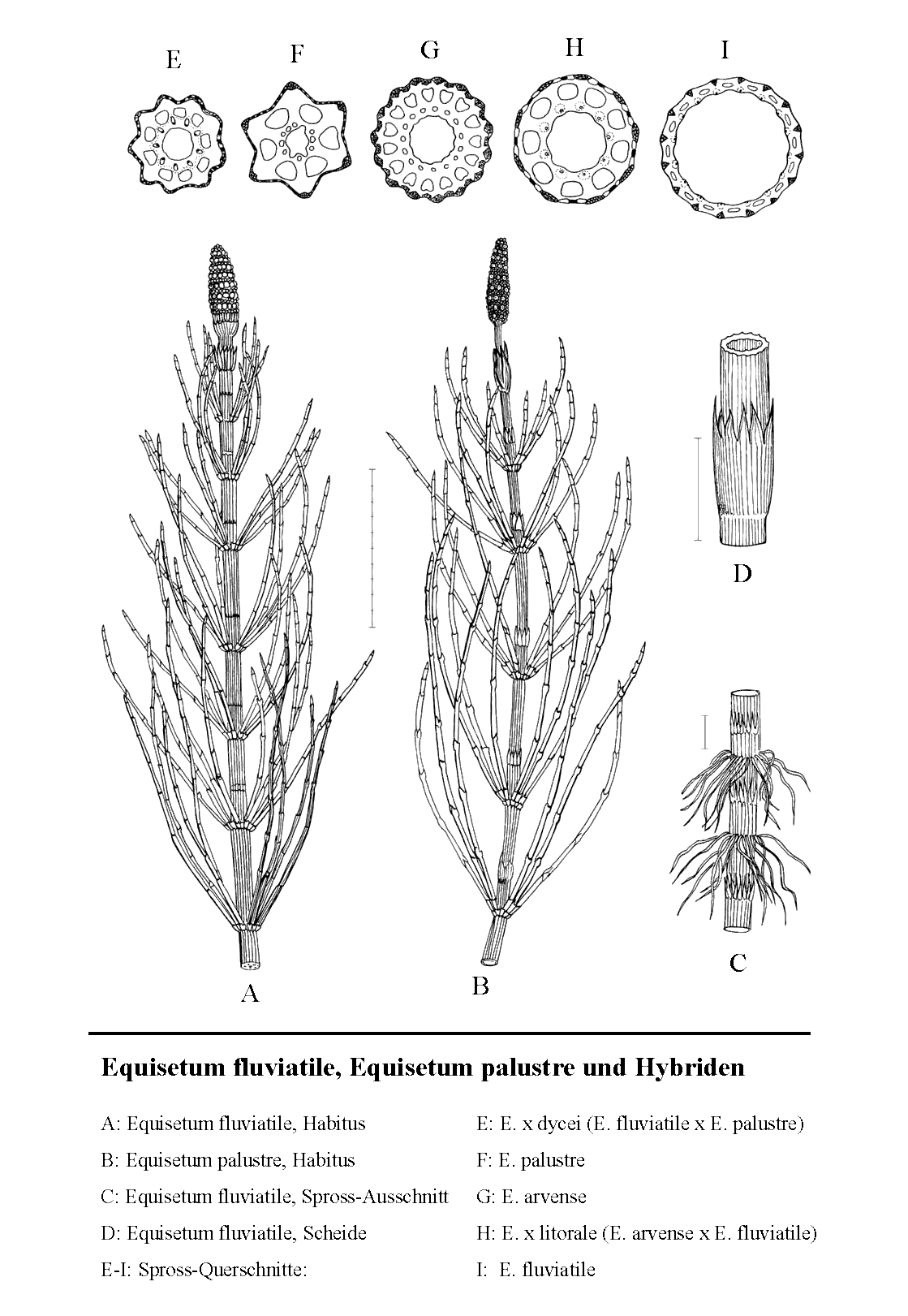
A: Equisetum fluviatile B: Equisetum palustre, C: Equisetum fluviatile, D: Equisetum fluviatile E-I: dwarsdoorsneden: E: E. x dycei F: E. palustre G: E. arvense H: E. x litorale I: E. fluviatile

- 1701, Equisetum arvense L.;
 1702, E. pratense Ehrh.; 
1703, E. telmateia Ehrh.; 
1704, E. sylvaticum L.; 
1705, E. fluviatile L.; 
1706, E. palustre L.;
 1707, E. hyemale L.;
 1708, E. x moorei Newman;
 1709, E. x trachyodon A.Br.; 
1710, E. variegatum Schleich. ex Web. & Mohr; 
1711, E.variegatum var. wilsonii
- van links naar rechts:
 Equisetum arvense 
Equisetum palustre 
 Equisetum telmateia 
Equisetum × litorale 
Equisetum fluviatile 
Equisetum × font-queri
- A: Equisetum fluviatile 
B: Equisetum palustre, 
C: Equisetum fluviatile,
D: Equisetum fluviatile
E-I: dwarsdoorsneden:
E: E. x dycei
F: E. palustre
G: E. arvense
H: E. x litorale 
I: E. fluviatile

## Toepassingen
Een aftreksel van de paardenstaart wordt bij rozen gebruikt ter preventie van schimmelaantasting met echte meeldauw.
Door de Romeinen en oude Grieken werd paardenstaart reeds gebruikt als haargroeimiddel tegen haaruitval en kaalheid. Het wordt tegenwoordig in allerlei alternatieve antikaalheidsproducten gebruikt. Er wordt gedacht dat het hoge silica-gehalte van paardenstaart een rol speelt in de stimulering van haargroei, maar dat is niet bewezen.